# Bertil Almgren (industriledare)
Erik Hjalmar Bertil Almgren, född 26 december 1878 i Stockholm, död där 10 november 1940, var en svensk industriledare.

## Biografi
Almgren var son till tågmästaren P. E. Almgren och Hulda Svensson. Han utexaminerades från Tekniska högskolan 1900 och blev filosofie hedersdoktor vid Stockholms högskola 1936. Han var lärare i zymoteknik vid Tekniska högskolan 1902–1907, blev sekreterare i Svenska bryggeriföreningen 1902 och redigerade dess månadsblad 1902–1908. 1912–1940 var han VD för AB Stockholms Bryggerier. Han anlitades ofta för offentliga uppdrag och var bland annat ledamot i 1920 års lönekommitté samt 1934 års maltdryckssakkunniga. Almgren var ordförande i styrelsen för Sveriges industriförbund 1933–1934, för Sveriges kemiska industrikontor 1922–1932 och var vice preses i Kungliga Ingenjörsvetenskapsakademien 1932–1935.
Almgren var ledamot av Svenska nationalkommittén för kemi, utsedd av Sveriges kemiska industrikontor. 1928 blev Almgren ledamot av Lantbruksakademien, 1919 ledamot av Ingenjörsvetenskapsakademien i avdelningen för kemisk-tekniska vetenskaper, stödjande ledamot av Kungliga Gustav Adolfs Akademien för svensk folkkultur 1935 samt ledamot av Kungliga Vetenskaps-Societeten i Uppsala 1937. Från 1938 var Almgren ledamot av Statens institut för folkhälsan, förordnad av regeringen.

## Utmärkelser
- Kommendör av första klassen av Nordstjärneorden, 29 april 1939.[8]
- Riddare av Nordstjärneorden, 1919.[9]
- Kommendör av första klassen av Vasaorden, 17 november 1931.[10]
- Kommendör av andra klassen av Vasaorden, 10 december 1928.[11]
- Kommendör med kraschan av Norska Sankt Olavs orden, tidigast 1931 och senast 1935.[11][12]
- Riddare av första klassen av Finlands Vita Ros’ orden, senast 1931.[11]